# Wiki (Marke)
Die Wortmarke WIKI ist in Deutschland, Österreich und den Beneluxländern in der Klasse 30 (Dauerbackwaren, nämlich Dominosteine, Aachener Printen, Lebkuchenherzen gefüllt und ungefüllt, Spritzkuchen und weitere Lebkuchenspezialitäten, Kaffeegebäck) nach dem Madrider Abkommen über die internationale Registrierung von Marken geschützt. Markeninhaber ist die Firma Wilhelm Kinkartz GmbH & Co KG. Die Eintragung bestand in Deutschland als nationale Marke bereits seit 1956. Bis 1998 war der Name zusätzlich mit einem Logo als Bildmarke eingetragen.
Die Wortmarke Wiki ist seit 2002 (Anmeldung 1998) als europäische Gemeinschaftsmarke in der Klasse 25 (Bekleidungsstücke) zugunsten der dänischen Textilfirma E.S. Konfektion ApS eingetragen. Die deutsche Firma BIRKI SCHUH GMBH versuchte seit 1999 die Eintragung wegen Verwechslungsgefahr anzufechten – der Antrag wurde aber im Mai 2006 endgültig abgelehnt.